# عقيرباوات
العقيرباوات (الاسم العلمي: Euscorpiinae) هي أسرة من العنكبوتيات تتبع فصيلة العقيربية من الرتبة العقارب.

## أجناس
- العقيرباء